# Хоровец-Аединова, Эльмира Экремовна
Эльмира Экремовна Хоровец-Аединова (род. 6 июля 1963) — советская и белорусская шахматистка, мастер спорта СССР по шахматам (1982), мастер ФИДЕ (1993), спортивная журналистка, тренер по шахматам. Четырёхкратная чемпионка Белорусской ССР по шахматам (1981, 1982, 1984, 1987). Многократная участница финалов чемпионатов СССР по шахматам среди женщин.

## Биография
В 1978 году в составе команды Белорусской ССР победила на Всесоюзной спартакиаде школьников в Ташкенте. В 1979 году стала бронзовым призёром первенства СССР среди девушек в Даугавпилсе.
В 1980-е годы была одной из сильнейших шахматисток Белоруссии. Четырежды побеждала в чемпионатах Белоруссии по шахматам среди женщин (1981, 1982, 1984, 1987), причём в 1982 делила 1—2-е место с Т. А. Загорской, а в 1987 — с Р. С. Эйдельсон (в обоих случаях звание чемпионки присуждалось обеим победительницам).
Три раза представляла команду Белорусской ССР в первенствах СССР между командами союзных республик по шахматам (1981, 1983, 1986).
В 1982 году представляла команду «Буревестник» в розыгрыше командного Кубка СССР по шахматам, в котором завоевала третье место в командном зачёте и показала лучший результат на доске девушек-юниорок.
Пять раз участвовала в финалах чемпионатов СССР по шахматам среди женщин (1981, 1984, 1985, 1987, 1988), в которых лучший результат показала в 1984 году, когда поделила 12—13-e место.
Окончила факультет журналистики Белорусского государственного университета. Работала спортивным журналистом в ведущих изданиях Белоруссии — «Советская Белоруссия», «Знамя Юности», «Прессбол». Также была шахматным тренером в спортивных школах города Минска.